# Keith Gledhill
Keith Gledhill (Santa Bárbara, California, 16 de febrero de 1911-2 de junio de 1999) fue un tenista estadounidense de los años 30 que consiguió dos títulos de Grand Slam en dobles, formando pareja con el fenómeno estadounidense Ellsworth Vines, y que alcanzó una final de individuales en el Campeonato Australiano.

## Torneos de Grand Slam

### Finalista Individuales (1)
| Año  | Torneo                 | Oponente en la final | Resultado       |
| 1933 | Campeonato Australiano | Jack Crawford        | 6-2 5-7 3-6 2-6 |

### Campeón Dobles (2)
| Año  | Torneo                            | Pareja          | Oponentes en la final       | Resultado        |
| 1932 | US National Doubles Championships | Ellsworth Vines | Wilmer Allison John Van Ryn | 10-8 6-4 4-6 7-5 |
| 1933 | Campeonato Australiano            | Ellsworth Vines | Jack Crawford Gar Moon      | 6-4 6-3 6-2      |